# مفتاح تحكم

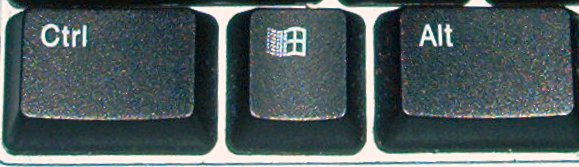
مفتاح التحكم في لوحة المفاتيح للحاسوب.

مفتاح التحكم (الإنجليزية: Control/Command key) هو أحد أزرار التحكم في لوحة المفاتيح للحاسوب. ويُمكّن من القيام بوظائف خاصة، عند استخدامه بالتوازي مع أزرار أخرى. في حين أن استخدامه بمفرده لا يؤدي أية وظيفة

## الاستخدام
- A+Ctrl: تظليل كامل النص
- B+Ctrl: الخط الغليظ
- C+Ctrl: نسخ
- F+Ctrl: بحث
- H+Ctrl: استبدال نص
- Insert+Ctrl: نسخ
- V+Ctrl: إلصاق
- Alt+Del+Ctrl: فتح مدير مهام ويندوز
- Esc+⇧ Shift+Ctrl: فتح مدير مهام ويندوز
- X+Ctrl: قص العنصر المحدد
- S+Ctrl: حفظ الملف أو المستند الحالي
- Z+Ctrl: التراجع عن إجراء
- p+Ctrl: طباعة الصفحة الحالي

## مواضيع ذات صلة
- لوحة المفاتيح (حوسبة)